# Ruta 45 (Chile)
Die Ruta 45 (kurz RN 45) ist eine Nationalstraße in der Región de Coquimbo im kleinen Norden Chiles. In ihrem Verlauf auf 34,2 km ist sie vollständig asphaltiert. Sie verbindet die Ruta 5 (Abschnitt der Autopista del Elqui) mit Ovalle, der Provinzhauptstadt der Provincia del Limarí. Zu dieser Stadt bildet die Ruta von Los Vilos oder Santiago aus einen Zugang von Süden.
Die offizielle Funktion dieser Ruta wurde im Jahre 2000 durch das Dekret Nº 2136 durch das MOP ratifiziert.

## Städte und Ortschaften
Die direkten Anbindungen an Städte, Ortschaften und städtische Gebiete entlang dieser Straße von Süden nach Norden sind:

### Región de Coquimbo
- Länge: 34 km (km 0 bis 34). Im Stadtgebiet von Ovalle heißt die Ruta Avenida Benjamín Vicuña Mackenna.[2]

- Provincia de Elqui: Anschluss an Barraza (km 4), Anschluss an Tabalí (km 11), Anschluss an Valle del Encanto (km 14), Anschluss an San Julián (km 20), Anschluss an El Porvenir (km 20), Anschluss an El Porvenir (km 24), Anschluss an La Chimba (km 24 und 29), Altos de La Chimba (km 26–30), Anschluss an Camarico (km 30), Anschluss an Ovalle über die Costanera (km 30), Ovalle (km 32–34), Anschluss an Limarí (km 32).